# يورو بروب الدولية

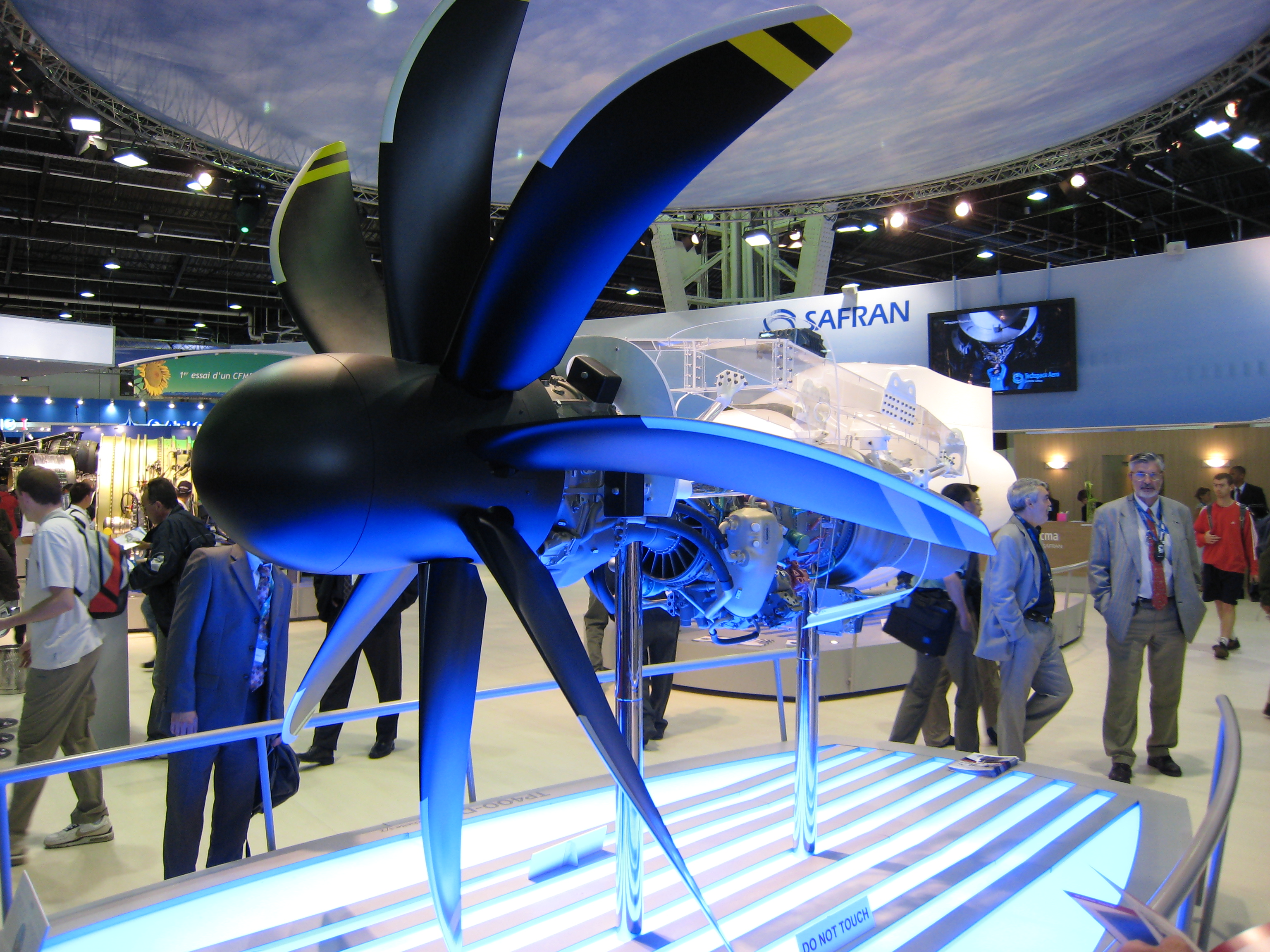
محرك يورو بروب الدولية من طراز تي بي400-دي6 (TP400-D6) في معرض باريس الجوي عام 2007

يورو بروب الدولية :(بالإنجليزية: Europrop International)‏: هو مشروع مشترك يجمع بين أربعة من مصنعين المحركات الجوية الأوروبيين، ويضم كل من شركة أم تي يو للمحركات الجوية وشركة سنيكما وشركة رولز رويس بي إل سي وشركة الصناع دي Propulsores توربو. ومنتج الشركة الوحيد هو المحرك التوربني المروحي من طراز يورو بروب تي بي400 -دي6 ، والذي صنع لطائرة إيرباص العسكرية من طراز إيرباص إيه 400إم (A400M).

## الشركات المشتركة في تحالف يورو بروب الدولية (حصة الملكية بين قوسين) هم
- شركة أم تي يو للمحركات الجوية (28٪) ألمانيا
- شركة سنيكما (28٪) فرنسا
- شركة رولز رويس بي إل سي (28٪) المملكة المتحدة
- شركة صناع المحركات التوربينية(سينر ايرونوتيكا ورولز رويس) (16٪) إسبانيا [1]

يتم تقسيم الأعمال على محرك تي بي400-دي6 (TP400-D6) بين شركات التحالف استنادا إلى عدد الطائرات التي تم شراؤها من قبل كل دولة أحد الشركاء.
وتبلغ حصص الأعمال الحالية كالتالي:
- حصة سنيكما تبلغ: 32.2٪ (بما في ذلك العمل في تك سبيس الجوية).
- حصة رولز رويس تبلغ: 25٪ (وتشمل العمل على القطاع الألماني).
- حصة أم تي يو تبلغ: 22.2٪.
- حصة ITP تبلغ: 20.6٪ (وتشمل حصة تي أي آي (TEI) التركية، [2] والتي هي مسؤولة عن بنية المحامل الامامية وتجميع فوهة العادم).

## وصلات خارجية
- - الموقع الرسمي